# Carpesium divaricatum
Carpesium divaricatum là một loài thực vật có hoa trong họ Cúc. Loài này được Siebold & Zucc. mô tả khoa học đầu tiên năm 1846.